# Astragalus neocarpus
Astragalus neocarpus là một loài thực vật có hoa trong họ Đậu. Loài này được Gómez-Sosa miêu tả khoa học đầu tiên năm 1997.